# 豫湘桂会战
豫湘桂會戰，日方稱之為「一號作戰」（日语：一号作戦）或「大陸打通作戰」，是中國抗日戰爭末期日本陸軍於1944年4月至12月期間於中國河南、湖南和廣西為穿插三地突出部進行的一系列大型會戰，是武漢會戰之後少有的大規模戰役。
此戰主要分為3個階段：進攻河南中部的豫中會戰、開進長沙的長衡會戰和針對桂林與柳州的桂柳會戰。主要戰略目標為由東北經華中、華南，貫通前往法屬印度支那和中南半島的路線，並佔領美國陸軍航空軍用於攻擊日軍海上交通線和轟炸日本本土的東南中國機場。
為了本次攻勢，日軍投入了410,000名的步兵、加上800輛戰車和將近70,000匹馬，於2,400公里的戰線的總攻擊，這也是日軍自明治維新後，首次進行這種規模複雜度的動員，故也做了詳盡的準備，以發動有史以來最大的一次攻勢作戰。相對於倉促缺乏補給的國軍，日軍最後按計畫成功包圍佔領美國航空隊基地，並給予中國（國民革命軍）人力與物質上相當大的損失，戰前制定的戰略目標基本達成，可圈可點的後勤雖確保了作戰勝利執行的支持，同時兵力減員也很大，之後轉入戰略守勢。
在同時期的其他戰場，欧洲开始對納粹德國進行反攻，而美軍在太平洋戰場也勢如破竹；相比之下國軍在此战中卻表现欠佳，日軍甚至深入到離重庆只剩400公里之远的贵州独山。

## 緣起

### 陈纳德计划
陈纳德声称用100多架战斗机和轰炸机就可以嚴重打擊日本軍工生產，让日本無力作戰，約瑟夫·史迪威則指出日軍會攻占陈纳德要使用的中国空军基地，使轰炸無法繼續。因為它比史迪威提出的另一方案（裝備訓練國軍30個美械師）成本低又能迅速執行，羅斯福和蒋中正最後同意陈纳德对日本的战略目标实施攻击。
1943年11月在中国境内的日本基地和沿中国海岸的日本船舶遭到陈纳德所率的空军力量的严重打击，1943年11月25日陈纳德所指揮的中美空軍混合團奇襲台灣新竹飛行基地，據空襲兩小時後高空偵察機所攝照片，63架日本各型飛機徹底被摧毀，多架受重創，而中美空軍沒有損失，日本当局也担心美国会利用在柳州和桂林的空军基地发动对本土岛屿的空袭。

### 日本的反应
1943年开始，同盟国在二戰转入战略反攻，日军在太平洋战爭上屡遭失败，使南洋各地军队的海上交通线受到威胁。日本大本营为保持本土与南洋的联系，根據「絕對國防圈」戰略指導原則，擬定如下戰略目標：
1. 夺取中國南方和西南方的空軍基地。由於這些中美空軍基地已嚴重危及日本本土至南洋之間的海上交通線，海上交通線為維持日本繼續戰爭之生命線，因為戰略物資必須經由海路方得至日本本土[4]:21。
2. 打通亞洲大陸的陸上交通線。日軍既在太平洋上屢屢失利，海上通路隨時有被切斷危機。如果能打通陸上交通線，使關東軍、中国派遣军和南方軍結成一體。如此不但使相互間能夠支援，更可充分利用亞洲大陸戰略空間作持久戰。
3. 打擊重慶國民政府的抗戰意識。

為此日本中国派遣軍總司令畑俊六擬定了一個由北而南、全面进攻的計劃：
1. 第一期作戰由華北方面軍發動攻擊，打通平漢鐵路，同時殲滅國軍於河南的主力（主要為湯恩伯部）。
2. 第二期作戰由駐武漢的日軍第11軍攻擊衡陽，摧毀國軍第九戰區主力。
3. 第三期作戰由第6方面軍與華南第23軍配合，由廣州北上，以打通粵漢鐵路為目標，並與第11軍會師。
4. 第四期作戰於打通平漢、粵漢線之後，再出兵攻佔廣西和越南的通路。

此次作戰期間日軍亦需盡量攻擊並摧毀國軍於江西、湖南和廣西的機場。
這份計劃第1期作戰計劃即為豫中會戰、第2期為長衡會戰、第4期部份為桂柳會戰。若日軍達成其戰略目的，中國將被分為兩半，重慶基地有可能被其佔領，這也是抗戰伊始，中方最為擔心的日軍戰略方針。

## 开战前中日双方之准备

### 日本
從明治維新以來日本本土從未像本次如此徹底動員其陸軍，此前提讓整體作戰的兵力調度上得以提前順利進行；為支援此次作戰所調動人力，超過明治時期的日俄戰爭兩倍以上。
日本帝国大本營將對於支那派遣軍在執行一號作戰計劃中，所有兵力支援和要求都予以優先配合。日軍與蘇聯示好後，可放心自關東軍以及日本本土動員380,000部隊補充支那派遣軍之缺額以及後備補充兵，並將在中國乙種師團和丙種師團調升為甲種師團（含特種作戰單位和支援單位之後可達20,000人以上），並首次於中國戰線投入裝甲師確保攻擊戰果。其中準備用於補充戰死損耗的補充人員多達17萬（這是日軍中國派遣軍編制主任山田義次根據中國派遣軍10多次主要作戰的損害進行研究，評估本次作戰應需要17萬名補充人員，以此可見日軍在歷次大型會戰之作戰傷亡人數動輒數以萬計）之眾，因這17萬名補充人員太多，到時候可能會嚴重缺乏槍枝、個人裝備分發以及訓練部分，這狀況日軍甚至考慮到規畫用擄獲的輕兵器予以配備處理。
後勤準備方面更是充分，首先改組中國戰場上航空兵團，單以飛機油料計就有半年存量，彈藥足以使用兩年。運輸工具有馬匹67,000匹，運輸汽車13,000輛，補給船艇10,000艘並調動日本國內道路、橋樑工程支援人力與器材投入戰線後方道路交通系統恢復。
以上種種單位後勤支援，都可達半年以上準備量，日方對於1號作戰準備之詳細之程度，上至野戰軍醫院，下至士兵軍靴修理，都已有周密計劃。
日方參戰部隊：
- 支那派遣军（由岡村寧次指揮）：
  - 第12軍（由內山英太郎指揮）：總兵力為6個師團和6個旅團
  - 第11軍（由橫山勇指揮）：總兵力為10個師團和4個旅團
  - 第23軍（由田中久一指揮）：總兵力為兩個師團和兩個旅團

### 中國
相較於日方戰前徹底準備，中方此次應戰資源散亂，實處於極不利狀形。
中國戰區最高統帥蔣中正和參謀長史迪威不僅在個人關係上衝突達到最高峰，同時對於日方作戰動向與情報判斷亦多所失誤。
1944年2月，国民政府军事委员会执法总监何成浚根据军令部关于日军在信阳等平汉线铁路频繁调动的情报，认为：“常德战事甫经结束，（日军）再进犯似不如是之速。就现势度之，或虑我方将反攻而先作防御准备也”。军令部在掌握各种情报后认为：“黄河北岸之敌确有进犯河南之企图，惟目前力量不足正式发动攻势，其进攻之目的在牵制我军策应华中作战【指常德战役反攻武汉之计划】。”3月4日国民政府军委会军令部长徐永昌判断：“敌已经将平汉黄河桥修葺，可通汽车，此似是一种姿态，至其欲打通平汉线之宣传，在今日看则完全炫惑伎俩而已”。4月6日徐永昌再次判断：“现又在打通平汉云云，亦嫌费材料与费兵，且呼声太高，似在声北而击南。但打通粤汉亦需七八师以上，且看敌如何抽兵来”。4月7日，何成浚再次记载：“军令部报告数星期来寇军在一、五、六、九各战区调动频繁，但其企图迄今仍难判断。以我度之，麦收之期不远，寇军则较丰富之区，乘时扰乱掠夺，势所必然也”。徐永昌也认为：“敌打通平汉铁路殊无理由，余以为主要在打击我汤集团或抢麦亦可能为掩护换防”。
1944年3月29日，日本政府召开了天皇参加的枢密院對蘇聯維持關係的会议，会议决定转让北库页岛的石油以及煤炭权利给苏联，并将《日苏渔业条约》延长五年，以缓和与苏联的关系。蒋介石在3月底的日记中写：“倭俄渔业协定为期五年，此最异骇……可知倭俄妥协后远东形势必一大变，祸乎？福乎”国民政府驻苏大使傅秉常敏锐指出：“此事关系我国巨甚，余恐其影响：一、美国人之尽力援苏攻德，系假定苏联于德国崩溃后加入战日……二、日军阀可藉此鼓舞其民气，且东条可藉此而抽调关东军一部，尽力打通平汉、粤汉两铁路，俾日军得直接与华南及南洋日军联络，不受美国海军之威胁”。傅秉常的判断预见到了日军将抽调关东军入关参加一号作战，而且判断出日军的作战目的在于打通平汉、粤汉铁路，即打通大陆交通线连接南方军。
儘管1944年初重慶方面即獲得對方在華中及長江流域有非常活動之情報，2月以後對日方準備打通平漢線和粵漢線攻勢情報也越趨清楚，但以後局勢之展開仍出其所料之外。
在內部基礎不穩下，重慶國民政府將大部分美援物資和戰略預備隊投入第2次滇緬之戰印度藍迦遠征軍，進行求生一擊。1944年中國抗日戰爭已邁入第7年，領土和有效統治人口大大緊縮，戰費居高不下，在擴大法幣發行後（從1937年6月的14億元至1944年12月的1,894億元），產生惡性通貨膨脹。如以1941年物價指數為100，則1944年12月為3,220。在這種情形下，不僅靠薪水生活的軍公教人員受害最深，前線部隊也普遍缺乏衣食、醫藥和裝備。著名歷史學者黃仁宇於國軍第14師任少尉排長，駐滇西，月薪僅法幣42元，但於駐地街頭一碗麵即需法幣3元，如是意義上和無餉無異。
在日軍即將展開主攻的區域，如河南第一戰區副司令官湯恩伯部和湖南第九戰區薛岳部，內亦存著相當大的弱點。
第一戰區連年飽受兵燹肆虐，1938年黃河花園口決堤以阻礙日軍，造成近百萬人死亡，重以1942年和1943年大飢荒又餓死數百萬人民，雖然整個第1戰區正規軍總數帳面上有46個師、4個獨立步兵旅，不包含游擊隊便已號稱470,000大軍，實際上其中有16個師是以新、預、暂作為編號，實質戰力完全不能依靠，加上第1戰區副司令官湯恩伯轄下部隊吃空缺問題是國防軍中出名的糟糕，戰區戰力並不充裕。由於所轄區於1941年晉南會戰後3年日方都沒有軍事活動，第1戰區國軍部隊多忙於在貧瘠的河南省自力救濟，失去作戰警覺和士氣。
在中部戰線方面，湖南第9戰區總指揮官薛岳將軍依據前3次「長沙大捷」經驗，認定日軍攻勢目標仍著重於攻占各大城市的「錐型戰術」先例，亦即以機動部隊或中央突破或側翼迂迴後冒險深入，挺進佔領戰略據點後等待擴張戰果。因此在軍力部屬上第九戰區仍維持堅守核心據點、等敵軍攻堅失敗後以3面合圍形式反擊方式應對，錯估日方攻勢規模和打算永久占領的準備。加上前段時間才剛打完常德會戰，第九戰區主要部隊都在休整中，依照過去經驗日軍不會那麼快將損失兵力補齊，因此第9戰區誤判日軍不會短期間連續發動兩場大規模會戰。
在第九戰區的國軍雖然帳面上仍有大批军队预定参战，后实际参加长沙、衡阳会战的军级单位有58、72、20、44、26、37、暂2、10、46、62、73、74、79、100、4、99军（出自《中国抗日战争正面战场作战记》），其中，第26、37、10、73、74、79、100、99军雖然屬中央軍系，但是常德會戰對這些部隊損失並非可一筆帶過之事，像是在華南堪稱戰力最強的國民革命軍第74軍在常德會戰中便折損一整個師以上，其它各師攻堅常德時亦折損嚴重，時到此次會戰時大部分都在重建整訓中，能投入的實質兵力頂多1個師；而之後在衡陽苦撐的國民革命軍第10軍在常德會戰時也將屬下的暫編師消耗殆盡，因此在衡陽一戰總兵力不超過18,000人，當時國軍軍級單位理論滿編值30,000人，這種不到60%編員以其它戰場的作法基本上都是後送整訓，但是沒得後送的國軍部隊只能用此等兵力迎接日軍攻勢。
中方參戰部隊包括：
- 第1戰區（由蔣鼎文指揮）：總兵力為46個師
  - 第15集團軍（由何柱國指揮）
  - 第19集團軍（由陳大慶指揮）
  - 第28集團軍（由李仙洲指揮）
  - 第31集團軍（由王仲廉指揮）
  - 第14集團軍（由劉茂恩指揮）
  - 第4集團軍（由孫蔚如指揮）
  - 第36集團軍（由李家鈺指揮）
  - 第39集團軍（由高樹勛指揮）
- 第四戰區（由張發奎指揮）：總兵力為15個師
  - 第16集團軍（由夏威指揮）
  - 第35集團軍（由鄧龍光指揮）
- 第5戰區（由李宗仁指揮）：總兵力為8個師
  - 第2集團軍 總司令劉汝明指揮）
- 第8戰區（由朱紹良指揮）：總兵力為7個師
  - 第34集團軍（由李延年指揮）
- 第9戰區（由薛岳指揮）：總兵力為43個師
  - 第1集團軍（由孫渡指揮）
  - 第30集團軍（由王陵基指揮）
  - 第27集團軍（由楊森指揮）
  - 第24集團軍（由王耀武指揮）

## 豫中会战

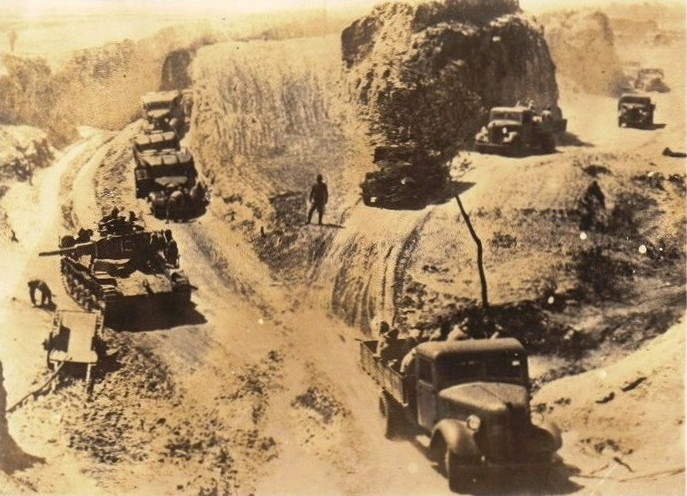
實施一號作戰的日軍裝甲部隊

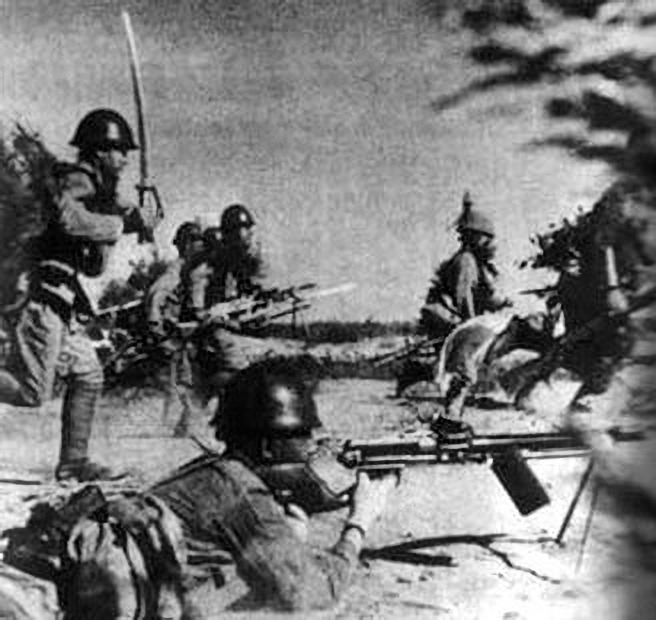
正在進攻河南省的日軍

1944年春，一战区司令长官部已经知道日军将要在河南发动攻势，袭夺中原地区。一战区司令长官蒋鼎文于1944年2月中旬召集所属军长以上将领在洛阳开紧急会议，投敌的庞炳勋已经密电给一战区，把日军的进攻时间与计划说的很详细了。会议结果对部署也没有变更或加强，只谈了将各军军官眷属及笨重行李、机要文件迅速向后方转移。 
會戰前日軍進行修復黃河鐵橋的工程並趕在3月25日完工，便于从邙山头进攻。另外補給線的確保讓整場會戰日本的後勤來源無慮。
1944年4月17日，日军华北方面军司令官冈村宁次指挥第12軍，戰車第3師團、第37師團、62師團、第110師團、獨立混成第7旅團、騎兵第4旅團，共5个师團又3个旅團、1个飞行团（飞机168架）、第1軍和方面军直属部队各一部共14.8万余人，在第11、第13军各一部配合下，強渡黃河以攻占平汉铁路（北平-汉口）南段为目标，向郑县（郑州）、洛阳地区发动进攻。1944年4月17日夜，日军第37师团从黄河对岸发起攻势，以主力进攻河南的中牟县，至此，蓄谋已久的一号作战正式发动。
中国第一戰區司令长官蒋鼎文指挥國民革命軍所轄第十五、第十九、第二十八、第三十一、第十四、第四、第三十六、第三十九集團軍，共8个集团军1个兵团共17个军约40万人，及第五戰區第二集團軍、第八戰區第三十四集團軍，在第八战区和空军（飞机156架）各一部支援下，以第二十八集团军依托黄河南岸既设河防阵地抗击日军；第四集团军在河南汜水县（今并入荥阳）、密县（今新密）间山区构成防御地带，进行坚守防御；第三十一集团军集结于禹县（今禹州）、襄城、临汝（今汝州）地区，待机歼敌。
4月18日，日军第37师團配属独立混成第7旅團从中牟縣新黄河（今賈魯河）东岸向第二十八集团军暂编第十五军（軍長劉昌義）河防阵地发起攻击，暫十五軍派遣下轄之新編第29師阻擊，旋即遭日軍擊潰，37师團以極輕損失的情況下在當日渡河完成。4月19日，日军第110師團、第62师團由鄭州黃河大橋南下，朝第二十八集团军下轄之第八十五軍邙山头防線強攻，八十五軍當日遭擊潰後撤。37师團下轄之歩兵第225連隊隨即強攻由八十五軍下轄之國民革命軍第23師（師長李必藩）守衛的密縣，23師在守城4日後不支後撤；4月21日，由七十八軍下轄之2個團駐守的新鄭遭日軍奪取，第12軍在此設立前進指揮所；至4月23日，日軍推進到郑州、新郑、尉氏、汜水。
4月25日，日军第13军以2个旅團由安徽正阳关、凤台攻向阜阳，作出向河南漯河进攻态势，以牵制豫东守军，打通平汉铁路后撤回。
4月30日，日军进攻河南近半个月后，其打通平汉线之企图已昭然若揭，军令部长徐永昌仍认为：“敌打通（恢复）平汉铁路殊无理由”。
4月30日，日军第12军以3个师團又2个旅團向许昌发起攻击。守城的新编第29师抗击至5月1日失守。日军第12军旋以一部沿平汉铁路南进，主力转向西进，寻找第一战区主力决战。第31、第4集团军予日军以打击后，于5月5日、5月6日分别撤往伏牛山、韩城。
至5月9日，西进日军攻抵龙门附近。随即以一部进逼洛阳，大部向伊河、洛河河谷进攻。同日，由许昌南进之日军第27师團，与由信陽附近北上之第11军宫下兵团(相当于旅團)在确山会师，打通平汉铁路南段。同日晚，日军第1军以8个大隊从山西垣曲(今古城镇)强渡黄河，攻占河南英豪、渑池后，沿陇海铁路(兰州-连云港)东西分进。至5月14日，与西进日军击退第36集团军和刘戡兵团，包围洛阳。
5月14日，蒋介石致电第九战区司令长官薛岳和第七战区司令长官余汉谋，告以日军打通平汉线以后，“必继续向粤汉路进攻，企图打通南北交通线，以增强其战略上之优势，其发动之期当在不远”。然而时隔不久，蒋介石又判断：“此种情报似为敌寇一种反宣传之眩惑作用，是否打通平汉、粤汉两路，须另待确实情报证明之”，并认为这是日军的“神经战”。5月底，蒋介石判断：“豫战未完而湘战又起，敌寇既打通平汉路，其势必企图打通粤汉路以确立其东亚大陆决战之基础”。到6月初，蒋介石又判断“是其企图并无打通粤汉路之野心也”。7月，蒋介石再次判断：“敌寇打通粤汉路之心犹未死也”。
5月18日，日军菊兵团(第63师團一部)攻击洛阳，守军国民革命军第十五军配属第94师依托城防工程，顽强抗击一昼夜，使敌攻击受挫。华北方面军令第12军司令官指挥第110师團一部、戰車第3师團主力、骑兵第4旅和菊兵团攻击洛阳。
5月21日，在日軍優勢兵力圍攻之下，負責掩護部隊西撤的第36集團軍司令李家鈺中將（後追晉為陸軍上將）陣亡，守军奋战至5月25日分路突围，洛阳失守。在日军第12军主力西进后，第五戰區第五十五军、第十戰區豫南挺进军等部，向平汉铁路南段实施袭击，一度收复确山、漯河等地，以牵制日军。6月2日，第一战区主力、第八战区一部发起反击，战至中旬，将日军逐至陕县、洛宁、嵩县、鲁山一线，双方对峙。
1944年5月中旬，日军6万占领河南，国民革命军全线溃败，国军在撤退时当地农民将5万国军解除了武装，第一战区副总司令汤恩伯在直属卫队遭民众缴械 ，汤本人化装成伙夫逃脱，第一战区总司令蒋鼎文在撤退过程中被暴民俘虏，后化妆侥幸骑毛驴逃脱。日军花了三週时间，击溃47万国民革命军，到6月初便控制了北平到汉口的铁路，完成了一号作战作战的第一阶段，日军战史称为京汉作战。
豫中會戰慘敗後，蔣中正大為震怒，蔣鼎文和湯恩伯即遭撤職。 7月21日，蔣中正出席黃山整軍預備會議，斥責第一戰區:

軍風紀敗壞不堪，招致民怨，為中原會戰（即豫中會戰）失敗的主因。這一次中原會戰的情形是怎麼樣呢？有一些美國和蘇聯的軍官和我們軍隊一同退下來的，據他們所見，我們的軍隊沿途被民眾包圍襲擊，而且繳械！這種情形，簡直和帝俄時代的白俄軍隊一樣，這樣的軍隊當然只有失敗！我們軍隊裡面所有的車輛馬匹，不載武器，不載彈藥，而專載走私的貨物。到了危急的時候，貨物不是被民眾搶掉，就是來不及運走，拋棄道旁，然後把車輛來運家眷，到後來人馬疲乏了，終於不及退出，就被民眾殺死！部隊裡面軍風紀的敗壞，可以說到了極點！在撤退的時候，若干部隊的官兵到處騷擾，甚至於姦淫擄掠，弄得民不聊生！這樣的軍隊，還存在於今日的中國，叫我們怎樣作人？尤其叫我個人怎樣對人；我統帥受到這樣的恥辱，也就是大家的恥辱。 ”

根據日本战後聯隊史，參與本次會戰的日軍第110師團所下轄的第110步兵聯隊在1944年3月~1945年8月可確認之死亡人數為594人，另一下轄的第163步兵聯隊於1944年3月~1945年8月可確認之死亡人數為682人，其中多半應該死於豫中會战。另根據日本老兵所編寫的部隊史《北支派遣勝第5228部隊》，參與此次豫中會戰的第69師團獨立步兵第118大隊至少有5名軍官陣亡。而根據日本戰後出版的部隊史，僅參與本次會戰的日軍機動步兵第3聯隊就在洛陽戰死102人，而同樣參與此次會戰的獨立步兵第78步兵大隊則在洛陽戰死29人，戰傷100多人，一樣參與本會戰的第163步兵聯隊第1步兵大隊在洛陽的戰死人數則是至少24人，另也參與本會戰的獨立步兵第36大隊下轄之第3中隊則在洛陽攻堅戰死24人、戰傷60人，上述日軍參戰單位僅佔洛陽攻堅日軍兵力的一小部分，可見日軍僅在本次會戰的洛陽攻堅就應戰死近千人。另根據日軍第37師團戰友會在1986年的調查，該師團在豫中會戰僅有案可考的戰死者人數就多達308人。

## 长衡会战

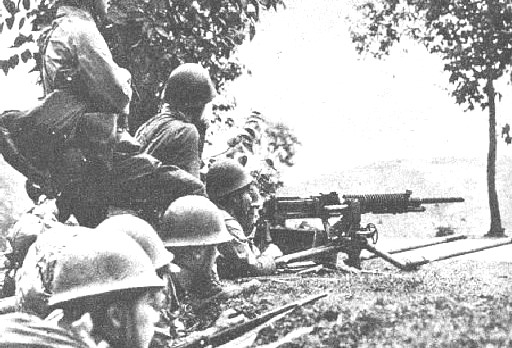
日軍使用的92式重機槍

1944年5月，日军第11军司令官横山勇指挥所轄第3、第13、第27、第34、第37、第40、第58、第64、第68、第116，及第5、第7、第12、第17獨立混成旅團，共10个师團、4個混成旅團、1个飞行团和海军一部，共約28万人，以攻占湘桂铁路（衡阳-来宾）为目标，向长沙、衡阳地区进攻。
中国第九戰區司令长官薛岳指挥第一、第二十四、第三十、第二十七集團軍，及第四軍、第十軍、第三十七軍、第四十四軍、第九十九軍、暫編第二軍，共4个集团军（共15个军）另6个军共约40万人，在空军(飞机181架)、友邻战区支援下，以一部依托湖北通城东南山区、湖南新墙河南岸、沅江和益阳地区的既设阵地，节节抗击，消耗、迟滞日军；主力分别控制于浏阳、长沙、衡阳及宁乡等要地，相机歼敌。
5月27日，日军以5个师團由湖南华容、岳陽、湖北崇陽沿湘江两岸和湘赣边山区分三路发起攻击，以3个师團集结于湖北监利、蒲圻待机。另以1个团又5个营进至江陵以南松滋河沿岸进行牵制，以掩护军右翼。防守新墙河的第20军予日军中路第68、第116师團以持续抗击后，转至湖南平江以东山区待机。防守崇阳东南山区的第72军、挺进纵队对日军左路第3、第13师團逐次阻击，迟滞其行动。防守益阳的第73军抗击日军右路第40师團。6月1日，日军中、左路强渡汨罗江，突破河防阵地后，分路向捞刀河、浏阳河进攻。守军第37军采取边抵抗边后撤的战法，撤至浏阳附近山区待机。至6月14日，日军相继攻占沅江、益阳、浏阳。
6月16日，日军第34、第58师團、第68师團一部攻击长沙城区。第4军坚守至6月18日下午，伤亡殆尽，长沙城失陷，第四次長沙會戰結束。第九战区为阻敌深入，发起衡阳保卫战，从6月20日起向日军发起反击，至6月27日，将日军左、右路分别阻滞于醴陵、湘乡；对日军中路在渌口、衡山间虽给以打击，但未能阻止其南进。6月24日，日军第68、第116师團開始攻击衡阳城郊區之機場，到6月26日時因守軍傷亡過重後撤至衡陽城，日軍在6月27日起對衡陽城進行攻堅。然而衡陽守军第10军（3個師，因常德會戰後缺員上未補齊，實編不滿2萬人）搶先於五月底進駐此地，並動用當地軍民構築了一定規模的防衛工事，因此日軍進攻時第十軍依托工事以正面和侧面火力掩护吸收了日軍攻堅衝力，同時第十軍所屬預十師28團所屬迫砲連成功的炸傷日軍68师團首腦群，包括師長佐久間為人與師參謀長原田貞等一干核心參謀受到重傷，直接導致之後68師團作戰失能，這使得日軍這波攻擊只剩116師團獨立支持，战至7月2日，日軍耗損過重，暫時停止攻击等待增援。 
6月中旬，日军进攻湖南后，其打通湘桂路的意图已非常明显，军令部长徐永昌研判：“敌此次进犯豫西南与湘鄂诸地，观察家咸谓系企图打通平汉粤汉两路，更有意打通湘桂线迄镇南关者……以余判断殆仍乃欲打击我野战军或杜我反攻与转用。盖欲攻犯两路或三路而确保之，恐彼亦不易抽调出如此巨大兵力”。仍然认为日军兵力不足，难以发动大规模会战。6月14日，国民党军令部第一厅判断日军将通过衡阳入桂林，徐永昌却认为：“犯湘已近二十日而广州敌未动以观，则敌人完全无深入企图，不过一意打击吾人反攻力量与混时间以应付战事而已”。6月18日，蒋介石召集各将领研讨战局。对于日军的进攻方向，徐永昌记载：“午间曾家岩会报，为章【即时任军令部次长刘斐】以为敌必冲至衡阳可能入桂林，余以为敌兵力不足，只要我能力拼，尚不至企图入桂……敌无深入企图，且略举日前（十四日）之观察……蒋先生熟视余，但对努力打击敌人则同意。”
7月11日，日军第68、第116师團經修整後以15个步兵大隊、12个炮兵大隊第二次攻击衡阳。守军以固守阵地与机动防御相结合，加强阵地间的互相支援，实施短促近战和反冲击，战至7月20日，迫敌再次停止攻击。其间，被阻滞于湘东山区的日军第3师團先后在醴陵、茶陵、安仁遭重创。后在第27师團、第34师團和第13师團一部支援下，战至月底，始突破围阻。
7月中旬，日军数次进攻衡阳后，军令部长徐永昌在黄山军事会报上认为：“除非敌最近改变策略，否则第九战区告一段落后，敌必继之向我六战区攻击”（即日军攻下衡阳后，其下一步的进攻方向不在广西，而将掉头进攻位于第六战区的鄂西)。衡阳战役时，国民政府军事委员会高层持乐观态度，熊式辉记载：“出席委员长官邸军事会报，湘局好转，日军因后方两翼之打击，及交通接济之困难，又整个太平洋局势之逆转，已陷非撤退不可之苦境”。陈诚后来对此批评：“恃敌之不来与待盟军之胜利之观念，为造成今日危机之最大罪患”。
7月27日時，日軍高層即預估，第11軍作戰受傷人數到8月中旬將上升至5萬人，下旬將上升至6萬人，其中傷重不治者將上看至2萬人。
8月4日，在成功的擋下國軍解危攻勢後，日军第11军集中4个师團、28個大隊第三次對衡阳進行攻堅。被包圍的第十軍進行防衛作戰直到8月7日，在伤亡惨重以及彈盡援絕之下，軍長方先覺與參謀長孫鳴玉、師長周慶祥、葛先才、容有略、饒少偉聯名發出震驚中外的「來生再見」電文。
8月8日，凌晨四時日軍逼近第十軍指揮所，方先覺認為戰事已然絕望，便舉手槍自殺，但為輜重團團長李授光與副官王洪澤奪下，槍響彈虛出。最後敵兵至，軍長與其他師長在日軍有條件投降的勸誘下接受投降並解除武裝，衡陽淪陷。衡陽守军陣亡4000、傷兵9000、最後日軍統計受降總數有13306人。至於包括外圍攻堅單位的損失總計死傷86,752人，失踪21,531人。
根據日本戰後所編撰的資料，僅第68師團在黃茶嶺所開設的一所野戰醫院就收容傷病患4,000多人，結果有多達90%以上的傷病患死亡，僅在8月5日晚上至8月7日早晨該野戰醫院就有400多人傷重不治，且該野戰醫院衡陽保衛戰期間曾一次收容1,000多名戰傷患者，且因為狀況混亂，導致大量死亡日軍傷病患並未留下姓名資料。而第116師團也開設多處臨時野戰醫院，均出現大量傷病患死亡，其中僅月塘野戰病院在6月下旬到9月25日就收容3,000多名來自步兵第133聯隊的傷病患，其中1,000多名死亡。
而同樣參與此役的第116師團獨立山砲兵第2聯隊於7月15日接收650名補充人員用以填補陣亡與傷重後送所造成的大量缺額，另於衡陽淪陷後的8月20日接收720名補充人員用以填補陣亡與傷重後送所造成的大量缺額，考慮輕傷者應不在補充範圍內，該聯隊於此役應死傷多數人員。
衡陽淪陷之後，日軍高層隨即要求補充10萬新兵至第11軍，考量到先前日本第11軍已有數次整補（考慮日軍在一號作戰前準備17萬名補充人員，衡陽淪陷後補充人員剩下10萬名，第11軍在長衡會戰期間約接收7萬名補充人員，輕傷者與輕病者應不在補充範圍），日軍於長衡會戰傷亡染病減員極可能多達10多萬名（經治療之後返回崗位的輕傷者與輕病者應不在補充範圍）。

## 桂柳会战

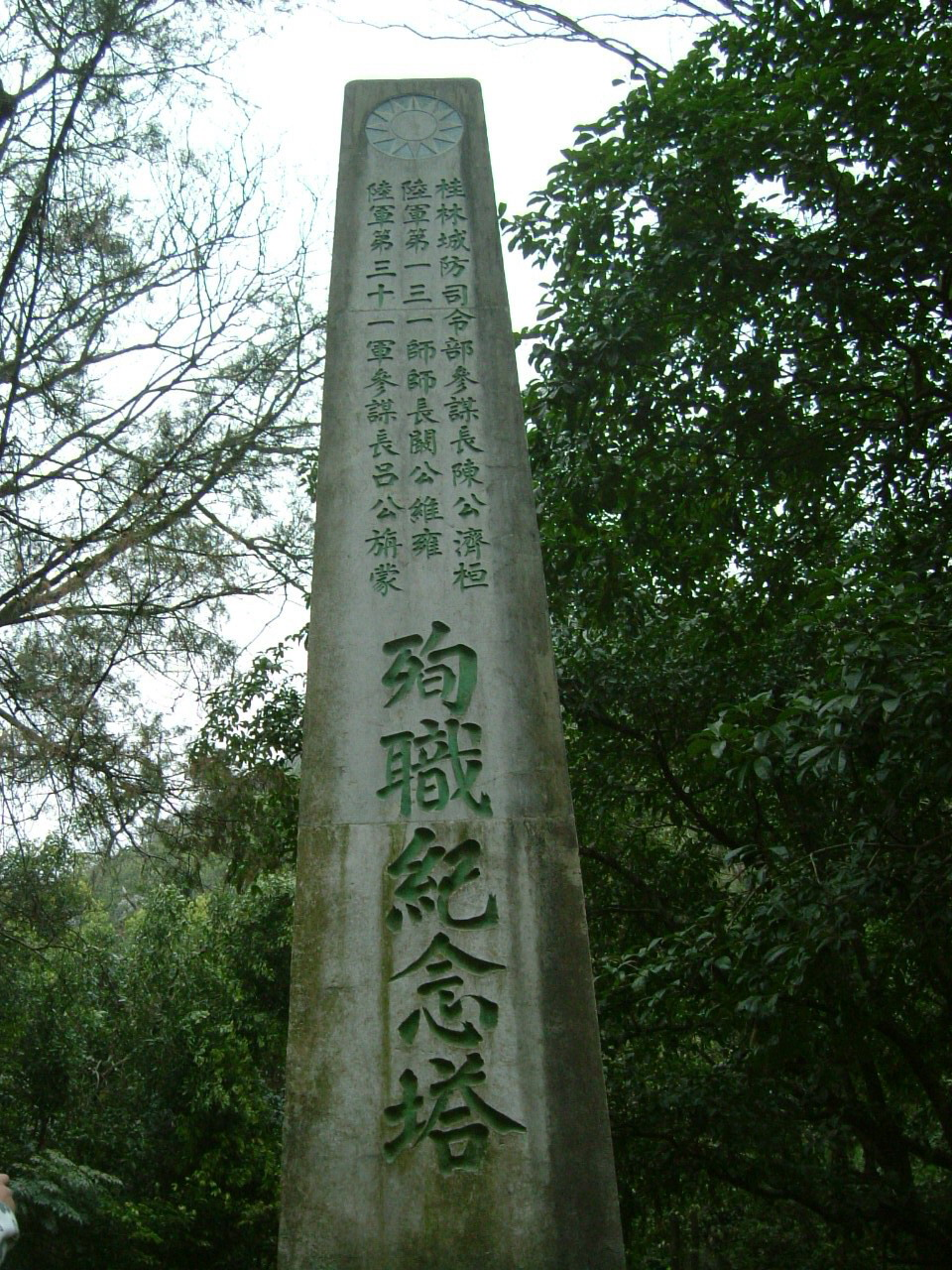
位于桂林普陀山的纪念塔

1944年8月，日军侵占湖南衡阳后，为准备进占广西桂林、柳州，日军成立第6方面軍，以岡村寧次為司令官，出動第11军橫山勇第3、第13、第37、第40、第58、第116師團，及戰車、重砲聯隊，共6个师團又1个旅團，于8月29日由衡阳沿铁路向湘桂边界推进；以第23軍2个师團又1个独立混成旅團，于9月6日由广东清远等地沿西江向广西梧州进攻，另1个独立混成旅由广东遂溪向广西容县进攻。
9月10日，冈村宁次奉命指挥第11、第23军、第2飞行团（飞机约150架）和第2遣华舰队一部，共约16万人，在南方軍一部配合下，以打通桂越(南)公路为目标，向桂林、柳州进攻。中国第四战区司令长官张发奎指挥第二十七、第十六、第三十一、第三十五集團軍，及第六戰區孫連仲第二十四集團軍、湯恩伯兵團，共9个军、2个桂绥纵队、空军一部（飞机217架），共约20万人，在黔桂湘边区总司令部的3个军支援下，以分区防御抗击日军。9月14日，日军第11集团军攻占全州，随后调整部署，准备攻击桂林。9月22日，日军第23军陷梧州，至10月11日相继攻占平南、丹竹和桂平、蒙圩。
第四战区鉴于全州地区日军尚无行动，遂调整部署，将所部编组为桂林、荔浦、西江3个方面军，南宁、靖西2个指挥所，以大部兵力國軍第31軍桂系中將軍長賀維珍部2萬兵力固守桂林，集中一部兵力先击破西江方面之敌。10月21日，第64军配属桂绥第1纵队向进占桂平、蒙圩之日军独立混成第23旅实施反击；另以第135师等部向平南、丹竹攻击，策应反击。战至10月28日，日军第23军主力逼近武宣，中国军队遂停止反击退守武宣。与此同时，日军第11军突破桂林、荔浦方面军的防御阵地，主力于11月4日进抵桂林城郊；一部向柳州进攻。11月7日第四战区将3个方面军编组为左、中、右兵团，集中兵力保卫桂、柳。11月9日，日军第40、第58、第37师和第34師團一部，向桂林城发起总攻。
同日，日军第23军第104師團、第11军第3師團及第13師團突破中央兵团的防御阵地，攻向柳州。11月11日，防守桂林城区的中国军队撤退，桂林陷落；守军除第16集团军副总司令韦云淞、第31军军长贺维珍率一部分幕僚逃出以外，桂林防守司令部参谋长陈济恒、第31军参谋长吕旃蒙、第170师副师长胡原基、第131师第392团团长吴展等以下官兵2,400余人在战斗中牺牲。31軍131師少將師長闞維雍拒絕撤退，於陣地拔槍自盡忠烈殉國。
第27集团军接到战区11月7日改为中央兵团、固守柳州的命令后，以急行军于当夜到达指定位置，当即进行防御部署：令第37军在象县以北掩护主力向柳州转进，令第188师在柳州以北、以东的长塘、东泉各附近掩护柳州侧背安全，令第26军防守柳州，令第20军控置于柳州西车站附近待机。第26军以第41师守备柳州东面和北面，第44师守备西面和南面。11月8日，日军第13师团及第3师团分别进至柳州以北6公里处和柳江东岸，第23军的第104师团先头第161联队进至柳州南约18公里的四方塘（第22师团仍在贵县北龙山地区）。杨森急令第20军的第134师在柳州西岸担任河防，并以一部占领鹅山，以加强防守力量。11月9日，日军第13师团、第3师团分由柳州以北、以东和东南发动总攻。当日中午，日军第3师团的第34联队由三门江附近强渡柳江，进至西岸；第13师团先头第104联队攻入柳州北部；第104师团先头第161联队第3大队亦进至柳州机场南侧。11月10日凌晨，日军第3师团第34联队与第104师团第161联队第3大队攻占柳州飞机场。美國陸軍航空隊支援戰機30架及桂林機場遭日軍擊毀；坚守柳州城区的第26军伤亡过半，奉命撤离，柳州失守。随后，日军第3、第13师沿黔桂铁路（都匀-柳州）向西北进攻；第23集团军沿柳邕公路（柳州-南宁）向西南进攻，11月24日攻占南宁。
11月28日，日军南方軍第21軍一部从越南突入中国，向广西绥渌（今属扶绥）进攻。沿黔桂铁路进攻的日军第11军一部（约2个联队）至12月2日攻至贵州獨山，遭黔桂湘边区总司令部部队的反击，撤回广西河池。12月10日，日军第21軍与第23軍各一部在绥渌会合。至此，大陆交通线全部打通。日軍傷亡約13,400人。

## 结果和影響

### 日軍方面
戰術上日軍在初期訂定後勤計劃正確，因此在整體作戰上幾乎達到成功，就結果而言也達到了一開始預定的作戰目標，但是日軍從開戰時即出現的兵力不足問題在此場全面性會戰中再次暴露，雖然有效打擊了國民革命軍戰力（以中路作戰擊潰第九戰區薛岳所駐防之長沙最為明顯，第九戰區到戰爭結束前再也無力作戰），但是無法有效佔領領土之下最後仍然自行撤出部分地區，自身傷亡也極其慘重，根據日軍作戰主任參謀在44年12月所言，日本第11軍的各個第一線師團之戰鬥力都只剩下1個步兵聯隊左右的實力（日軍參戰各師團於戰役當中曾屢次整補，且有傷病患者陸續痊癒歸隊，然戰力依舊下降約3分之2），日軍在本次作戰前即準備17萬名補充人員，然而本次會戰結束後各參戰師團仍然有大量缺額，足見日軍於豫湘桂會戰因陣亡、傷重後送、病死、病重後送造成的需補充減員缺額應不下於20萬（經短暫治療返回崗位繼續作戰的輕傷者與輕病者不考慮在內），根據日本戰後出版的部隊史《若松聯隊回想錄》，僅日軍步兵第65聯隊可確認之湘桂作戰戰死人數（單純指被國軍擊斃，不含病死與意外身亡。）就多達905名，該聯隊也於本次會戰期間的7月29日以及本次會戰結束後的12月20日與隔年1月15日接收3批次人數共計為2,569名的補充人員（重傷致殘者以外的傷兵應不在補充範圍內）。而根據日本第27師團老兵回憶，該師團1萬6,000多人投入湖南廣西作戰僅兩個月就死亡4,000多人，而第58師團轄下的獨立步兵第106大隊在豫湘桂會戰與隔年的桂柳反攻作戰就至少死亡811人，同樣為第58師團所轄下的獨立步兵第94大隊在編成時尚有兵力1,309名，在經歷過豫湘桂戰役與桂柳反攻之後，雖曾有2次接收補充人員共210名，然戰後復原回鄉者僅708人（考慮治療後歸隊的傷兵也在這708人內，所減少的約800多人應該皆為陣亡或病死），甚至連擔任後勤工作的日軍獨立輜重兵第54大隊也在1944年3月8日至1945年9月2日死亡502人（包括軍官1人、士官7人、士兵494人），這使得日軍無法進一步推進，而日軍於南路沒有擊潰第四戰區兵力的結果，種下隔年湘西會戰日軍慘敗的因子。東北關東軍被抽調後又沒辦法補回，造成東北滿州防守長期空虛，使中立的蘇联於1945年突然改為趁虛而入。
日军尽管达成作战企图，却无力保障大陆交通线畅通。反而在日军发动一号作战的同时，賠上把時間和資源都浪費在中國戰場上，使得美军跳島計畫此時已攻克了塞班岛島鏈，在中国的B-29轰炸机、空中堡壘、重型轟炸機，在從中、印起飛空袭日本本土的馬特霍恩行動結束後，全部改從塞班岛、關島及周圍群島起飛空袭日本本土，因此日军始終未能阻挡美机空袭日本本土。

### 國軍方面
二戰步入尾聲，中國的軍事成果相較於歐美盟國，如苏軍巴格拉基昂行動徹底驅逐德軍出烏克蘭及白俄羅斯，英美聯軍發動諾曼地登陸在歐洲開啟西部戰線，及美國海軍在雷伊泰灣海戰殲滅日本海軍，成就顯然無法與之比擬。此战，国民政府军事委员会于战略上指导失误已如前所述，對於日軍主攻方向雖已大致知悉，但終因為支援滇緬作戰，主力和預備隊配置不當。重以錯估日方如是全力進犯和永久占據之決心和準備，致使豫、湘、桂大片国土被占，空军基地、场站被毁。
一号作战计划始于1944年4月的郑州战役和洛阳战役，然后沿平汉铁路穿过河南向南推进。因为日本人试图扫清武汉至广东间的铁路线，夏季在长江以南的湖南爆发了最为激烈的战斗。长沙于6月陷落，衡阳于8月陷落。到初冬，已实现南北连接，但日本先头部队转而西进，攻占桂林、柳州和南宁的机场。西北方向是贵阳，有公路通往重庆。形势如此严峻，美国和英国的文官于12月从战时首都疏散，失败或投降的灾难性预言猖獗一时。然而事实上，日军先头部队精力已消耗殆尽，无力继续前进了。 
国军除了部队的严重损失，后勤的损失也同样严重：估计40个师的装备以及新沦陷区特别是“鱼米之乡”湖南的资源。
重慶國民政府在日軍一號作戰中連番受挫失地的情形，極大程度的損害了美國對以蔣中正為首的國民政府的觀感；史迪威與蔣間在此役之前即惡化的關係更因此達到臨界點，史迪威以此役中國軍拙劣的表現與轄下印度藍迦滇緬遠征軍的精強做對比，直指蔣政權腐化無能是導致戰爭延長之主因，甚至進而主張由其取代蔣擔任中國戰區最高統帥，而蔣也幾近憤怒地要求美方撤換史迪威。在1944年和1945年，一号作战以及蒋介石与史迪威将军间的最后冲突导致史迪威被召回国，把国民党的短处暴露无遗，而中共则恢复了活力，出现在美国人的视线之内，并进行了有限度的接触。
這場中美指揮權的衝突最後以美方退讓，在1944年底撤換史迪威告終，但美國政界及民間對中國國民政府的印象已轉趨不信任與輕視，一定程度上影響了戰後第二次国共内战的結果。

### 中共方面

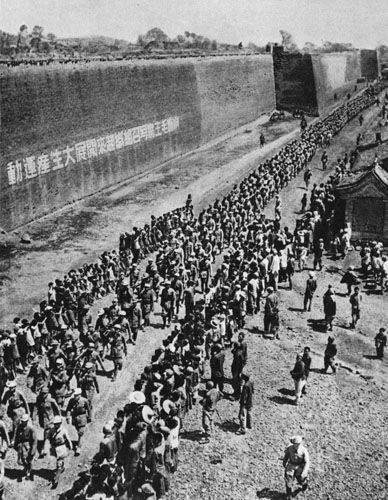
1945年初晋察冀边区第六团和灵邱城民兵的进攻下，解放日军占领的山西灵邱县城。

中共控制地区則在潘漢年通知下即早獲知情報，在一號作戰幾乎未遭受损失。由于华北日军主力大部调往南方，与国军陷入胶着状态。中共中央5月11日开始向华中局、北方局发出《关于敌进攻河南情况下的工作方针的指示》，要求向沦陷区进军，在河南地区组织抗日游击队建立根据地。
7月25日，中共中央发布向河南敌后进军的部署命令。在华北大扫荡中蛰伏已久的八路军趁机对日军展开了声势浩大的1944年局部大反攻，中共领导的八路军、新四军和华南纵队各部，在华北、华中、华南敌后对日、伪军普遍发起了局部反攻，主要是攻击敌占城镇，拔除日、伪军在中共占领区周围的据点，大量消灭日、伪军，恢复并扩大中共解放区。
在一年的局部反攻中，中共各边区、军区共作战11000多次，歼灭日、伪军近20万人，俘日、伪军6万多人，争取伪军反正3万多人
- 晋察冀边区军民收复村庄9900多个，扩大了北岳区，巩固了平北与平西区，坚持了冀东区恢复了冀中区
- 晋冀鲁豫边区军民收复县城11座，解放人口500多万，改变了中共占据地区被分割的局面
- 晋绥边区军民收复村庄3100多个，绥西、绥南恢复到1942年前的局面
- 山东军区军民攻克县城八座，解放人口500余万，形成了渤海、胶东、鲁中、鲁南、滨海五个巩固的根据地，鋪陳了後續山东军区1945年对日大反攻。
- 中共华中解放区军民收复国土7400多平方公里，并把华中解放区先后调整为淮北、淮南、苏北、苏中、苏南、皖中、浙东和鄂豫皖八个中共占据的解放区
- 中共华南解放区军民控制广九路以东大部分地区，在广九路以西成立政权，并在琼山、文昌、澄迈等县建立了巩固根据地[46]。八路軍第120師359旅1944年11月奉中共中央命令，由延安出發，1945年8月抵達廣東省北部地區，為国共內戰作出準備[47]。

## 外部連結
- HyperWar: The U.S. Army Campaigns of World War II: China Defensive（页面存档备份，存于）